# Le Cercueil vide
Le Cercueil vide (The Empty Hearse) est le premier épisode de la troisième saison de la série télévisée Sherlock diffusé pour la première fois sur BBC One et BBC One HD le 1er janvier 2014. Librement adapté de La Maison vide (The Adventure of the Empty House) de Sir Arthur Conan Doyle, l'épisode présente les conséquences de la mort simulée de Sherlock Holmes dans La Chute du Reichenbach deux ans plus tôt.

## Résumé
Deux ans après sa mort supposée, Sherlock Holmes a été totalement innocenté des accusations qu'avait accumulées contre lui Jim Moriarty. La scène d'ouverture montre une hypothèse sur la façon dont Sherlock pourrait avoir simulé sa mort : en sautant du toit avec un élastique, rebondissant et entrant dans le bâtiment par une fenêtre, où Molly l'aurait attendu. Pendant que Sherlock se dissimulait, des membres de son réseau de sans-abris auraient mis un masque sur le visage de Moriarty pour qu'il ressemble à Sherlock, et ensuite l'auraient traîné dans la rue jusqu'au point où Sherlock aurait atterri et l'auraient aspergé de faux sang. Pendant que ceci arrivait, Watson gisait au sol, sa vision obscurcie, venant juste d'être heurté par un cycliste, qui faisait partie de la conspiration. Derren Brown serait alors apparu et aurait hypnotisé John pour donner aux autres le temps d'installer le corps, mais finalement tout ce scénario est une théorie conspirationniste d'Anderson que Lestrade trouve totalement fantaisiste.
Sherlock, en pleine mission d'infiltration dans les Balkans pour démanteler le réseau Moriarty, est exfiltré par Mycroft et retourne à Londres menacée d'une attaque terroriste. John a repris tristement sa vie de médecin et a une fiancée, Mary Morstan, dont il a l'intention de demander la main dans un restaurant, c'est le moment que choisit Sherlock pour réapparaître. Il se déguise en maître d'hôtel et se rend à la table de John qui finit par le reconnaître. Sherlock lui révèle que sa mort était fausse, et John, très fâché et blessé, le frappe un certain nombre de fois au visage. Sherlock engage donc Molly pour l'aider dans l'affaire d'un squelette trouvé dans un souterrain derrière un bureau contenant un manuscrit : Comment je l'ai fait par Jack l'Éventreur, qui est en fait un faux créé par Anderson (maintenant un spécialiste de la théorie du complot, motivé par son sentiment de culpabilité dans les calomnies contre Sherlock) afin d'attirer Sherlock hors de sa cachette. Molly retourne à ses occupations ordinaires, de plus elle est fiancée. Plus tard ce jour-là, Mary reçoit un texto crypté révélant que John a été enlevé par des inconnus et qu'il mourra s'il n'est pas secouru à temps, avec des indications sur son emplacement. Sherlock et Mary se précipitent à moto, et parviennent à l'extraire d'un bûcher de la Guy Fawkes Night. Entre-temps Sherlock s'est chamaillé avec Mycroft, a mis ses parents hors de Baker Street, et est tombé dans les bras de Mrs Hudson et de Lestrade.
John et Holmes se consacrent alors au problème terroriste de Mycroft, qui s'avère être planifié par un « groupe souterrain » (underground) au sens propre du terme (c'est-à-dire un mouvement basé dans le métro de Londres). Ils découvrent qu'une figure clé du complot est un politicien appelé Moran, pair du Royaume à la solde de la Corée du Nord, qui avec son organisation prévoit de faire sauter le Parlement durant une session destinée à voter une loi anti-terroriste. Près d'une station fantôme du métro, ils parviennent à trouver un wagon dont la disparition avait été constatée, bourré d'explosifs, que Sherlock parvient à désamorcer en actionnant l'interrupteur.

## Influences
Bien que la trame de l'épisode soit largement originale, la principale source est l'aventure de La Maison vide (The Adventure of the Empty House, 1894), dans laquelle Sherlock Holmes revient après le « grand hiatus » au cours duquel il a mis en scène sa propre mort afin de démanteler le reste du réseau de Moriarty. Dans les deux histoires (l'originale et la série), Mycroft Holmes aide son frère à simuler son suicide. Dans le roman, Sherlock utilise l'alias « Sigerson », ce qui a conduit certains holmésiens à penser que le nom de son père était Siger, et peut constituer une raison pour laquelle les parents de Sherlock font une apparition dans l'épisode. Le personnage du méchant de la nouvelle, Moran, est personnifié dans la série par le politicien Sebastian Moran.
Enfin, dans La Maison vide, Watson découvre que Sherlock n'est pas mort après que celui-ci lui révèle son retour, déguisé en vendeur de livres avec un fort accent et tenant une boutique au coin de Church Street. Dans l'épisode, John rencontre, au cours d'une consultation, un homme qui tient un magasin de DVD au même endroit, qui lui présente trois DVD dont les titres sont presque identiques aux livres du roman (Tree Worshippers, British Birds et Holy War). Alors que Sherlock s'est déjà révélé à Watson dans le rôle d'un serveur à l'accent français, John présume à tort qu'il s'agit d'une seconde tentative, avec d'embarrassants résultats.
En plus de l'histoire de La Maison vide, l'épisode contient des allusions à de nombreuses autres nouvelles de Conan Doyle.
- Sherlock appelle Moran par son nom de code : « le rat géant de Sumatra Road » (giant rat of Sumatra Road) en raison de son statut de taupe pour la Corée du Nord et basé sur le fait que Moran prévoit une attaque terroriste au sein d'une station abandonnée du métro de Londres appelée « Sumatra Road ». Cela fait référence au rat géant de Sumatra (en) mentionné dans Le Vampire du Sussex (The Adventure of the Sussex Vampire, 1924).
- Dans Les Propriétaires de Reigate (The Adventure of the Reigate Squire, 1893), Watson parle également du cas de la « Netherland-Sumatra Company et du plan colossal du Baron Maupertuis » ; le Baron Maupertius est ainsi mentionné par Mycroft au début de l'épisode, pendant la scène se déroulant en Serbie.

## Production
L'épisode est l'occasion de faire des clins d’œil aux fans, accentuant le côté « méta » de la série. Les parents de Benedict Cumberbatch font un court caméo dans le rôle des parents de Sherlock, alors que Mary, la future épouse de John, est interprétée par Amanda Abbington, la compagne de l'acteur Martin Freeman. De plus, les différentes théories sur la façon dont Sherlock s'y est pris pour simuler sa propre mort sont largement issues de celles qui ont fleuri sur Internet depuis la diffusion de l'épisode précédent le 17 janvier 2012.

## Accueil

### Audiences
L’épisode enregistre une audience record pour la série lors de la première diffusion avec 9,2 millions de téléspectateurs sur BBC One, avec une pointe à 9.7 millions au bout de cinq minutes de diffusion.
En France, l'épisode, diffusé le 3 avril 2014, a connu un grand succès, étant suivi par 1,3 million de téléspectateurs soit 5 % de parts de marché sur France 4.

### Accueil critique
Le retour de Sherlock est bien accueilli par la critique. The Guardian écrit que l'épisode a été un « retour explosif pour Cumberbatch et Freeman, pétillant, intelligent et filant à toute allure ». The Mirror lui donne cinq étoiles sur cinq, alors que The Telegraph, avec quatre étoiles sur cinq, ajoute que « ça a été le retour triomphant du personnage le plus charismatique et le plus fun de la télévision britannique »
Au 3 janvier 2014, Le Cercueil vide obtient 90 % d'approbation sur le site d'agrégation Rotten Tomatoes.